# Toropa
Toropa (ros. Торопа) – rzeka w północno-zachodniej Rosji europejskiej (rejon andrieapolski obwodu twerskiego), prawy dopływ Dźwiny w zlewisku Morza Bałtyckiego). Długość – 174 km, powierzchnia zlewni – 1950 km², średni przepływ – 14 m³/s.
Źródło Toropy leży w zachodniej części Wyżyny Wałdaju. Rzeka zasilana jest wodami pochodzącymi głównie z topniejącego śniegu. W dolnym biegu płynie szerokim (30-40 m) korytem o wysokich brzegach.
Toropa zamarza w okresie od połowy grudnia do początku kwietnia. W okresie letnim może być wykorzystywana do raftingu.
Największe miasto nad Toropą to Toropiec.
We wczesnym średniowieczu biegł nią szlak handlowy od Waregów do Greków.